# Microchrysa dispar
Microchrysa dispar är en tvåvingeart som beskrevs av Ignaz Rudolph Schiner 1868. Microchrysa dispar ingår i släktet Microchrysa och familjen vapenflugor. Inga underarter finns listade i Catalogue of Life.